# Панчак Василь
Василь Панчак (1888, с. Надітичі, нині Розвадівська сільська громада, Стрийський район, Львівська область — 15 листопада 1919, м. Вінниця) — сотник УГА, персональний референт Державного секретаріату військових справ. 

## Життєпис

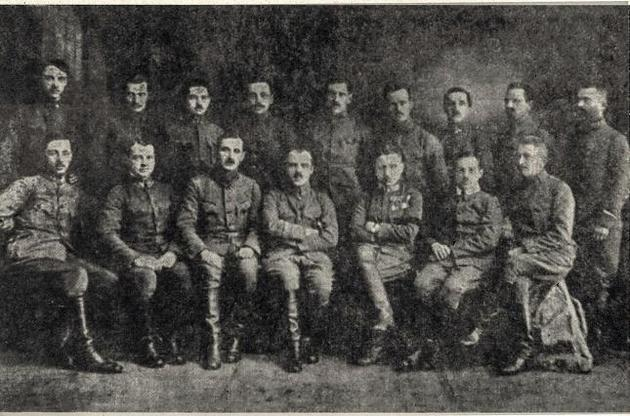
Державний секретаріат військових справ ЗУНР, лютий 1919.
Сидять зліва направо Володимир Бемко, Орест Підляшецький, Петро Бубела, Дмитро Вітовський, Ростислав-Едмунд Білас, Никифор Гірняк, Роман Шипайло.
Стоять зліва направо Нестор Гаморак, Юліан Буцманюк, Теодор Сивак, Гриць Герасимович, Остап Бородієвич, Семен Магаляс, Володимир Тимцюрак, Василь Панчак, Іван Боберський

Народився 1888 року в селі Надітичі (нині Розвадівська сільська громада, Стрийський район, Львівська область).
Гімназію та правничі студії закінчив у Львові. 
У 1914 році вступив до УСС, служив у званні четаря ад'ютантом команданта Гриця Коссака. 
Від листопада 1918 року персональний референт Державного секретаріату військових справ ЗУНР.
Помер від тифу 15 листопада 1919 року у Вінниці.

## Вшанування пам'яті
- 1 листопада 2018 на будівлі Народного дому в селі Розвадів (Львівська область) встановлено йому меморіальну дошку.[1]